# Banie Mazurskie
Banie Mazurskie (przed 1945 niem. Benkheim) – wieś w Polsce położona w województwie warmińsko-mazurskim, w powiecie gołdapskim, siedziba gminy Banie Mazurskie.
Przez wieś przebiega droga wojewódzka nr 650 oraz rzeka Gołdapa.

## Historia
Wieś założona w 1560 (według niektórych źródeł w 1566) przez komornika powiatu ryńskiego – Mikołaja Bianicza. Sto lat później (1656) została zniszczona przez Tatarów. W 1710 wieś nawiedziła epidemia dżumy, w parafii w ciągu czterech miesięcy zmarło wówczas 2115 osób. W czasie II wojny światowej wieś uległa częściowemu zniszczeniu.
Po 1945 miejscowość zasiedlona została głównie ludnością ukraińską, przesiedloną przymusowo w ramach akcji „Wisła”, z Bieszczadów i Rzeszowszczyzny. W Baniach Mazurskich działa oddział Ukraińskiego Towarzystwa Społeczno-Kulturalnego, zespół folklorystyczny oraz szkoła z wykładowym językiem ukraińskim.
18 listopada 1945 Banie Mazurskie zostały siedzibą gminy, do której należało piętnaście wsi sołeckich. 12 listopada 1946 zatwierdzono administracyjnie obecną nazwę wsi. W roku 1954 Banie Mazurskie zostały siedzibą gromady, znajdowały się w niej: gospoda, ośrodek zdrowia, komisariat MO, mleczarnia i agronomówka.
W latach 1954–1972 wieś należała i była siedzibą władz gromady Banie Mazurskie. W latach 1975–1998 miejscowość administracyjnie należała do województwa suwalskiego.
We wsi była stacja kolejowa Banie Mazurskie.

## Zabytki

### Zabytki sakralne
- kościół św. Antoniego Padewskiego – dawny kościół ewangelicki, obecnie należący do rzymskokatolickiej parafii w Baniach Mazurskich. Został zbudowany w latach 1566–1574, szczyt wschodni z 1646, wieża z 1698, odrestaurowany w 1876. Kościół został zniszczony w 1945, odbudowano go w latach 1975–1980, już jako katolicki. Wnętrze świątyni częściowo w stylu renesansowym. Na wieży blendy w kształcie krzyży, nad kruchtą figurka z XIX w[7].
- cerkiew św. Mikołaja – dawna neoklasycystyczna kaplica baptystyczna z drugiej połowy XIX wieku. Świątynia należy do greckokatolickiej parafii św. Mikołaja w Baniach Mazurskich.

### Inne
W Baniach Mazurskich poza obiektami sakralnymi znajduje się kilka domów z początku XX wieku przy ulicy M. Konopnickiej.

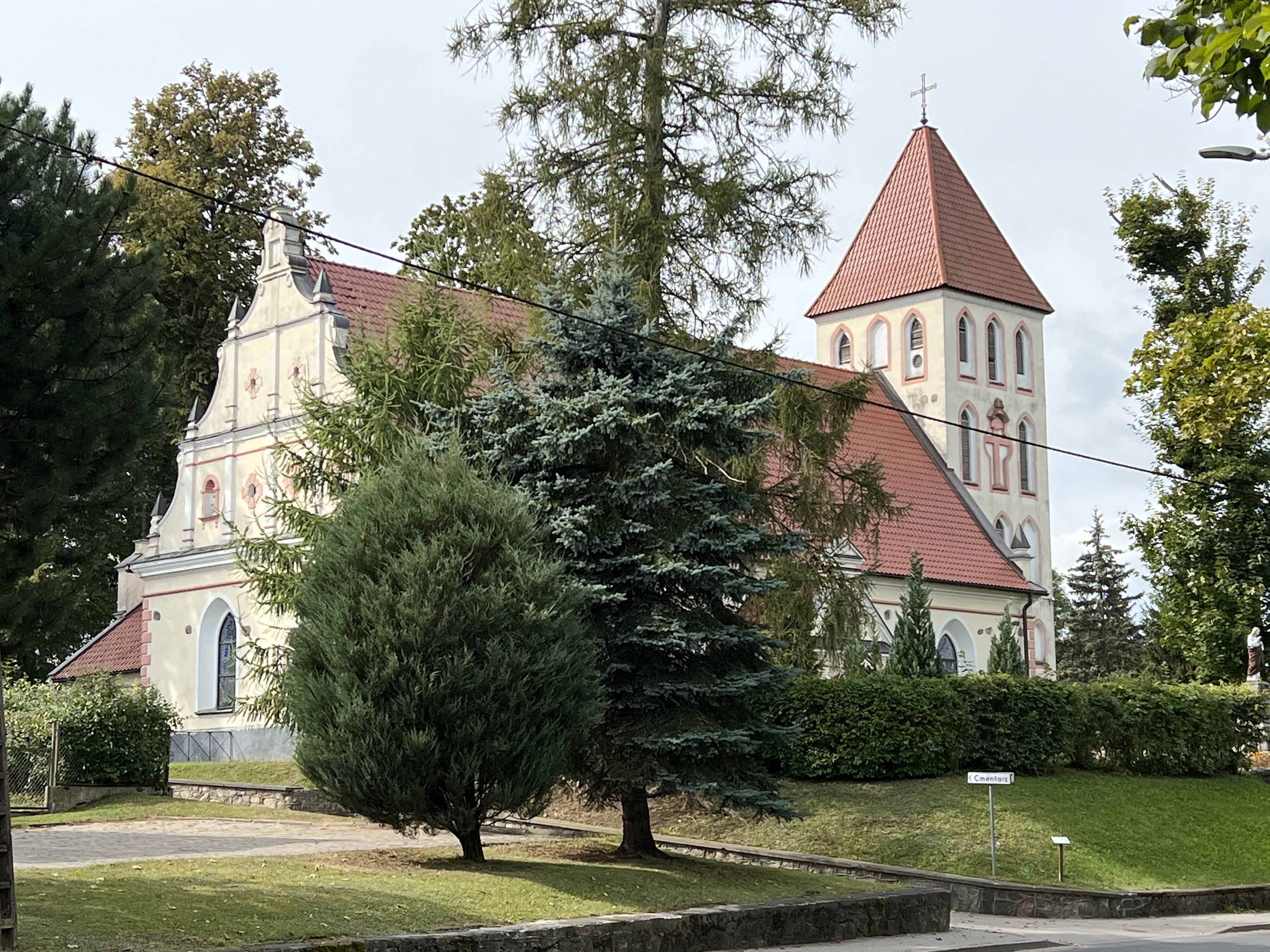
Kościół św. Antoniego Padewskiego w Baniach Mazurskich
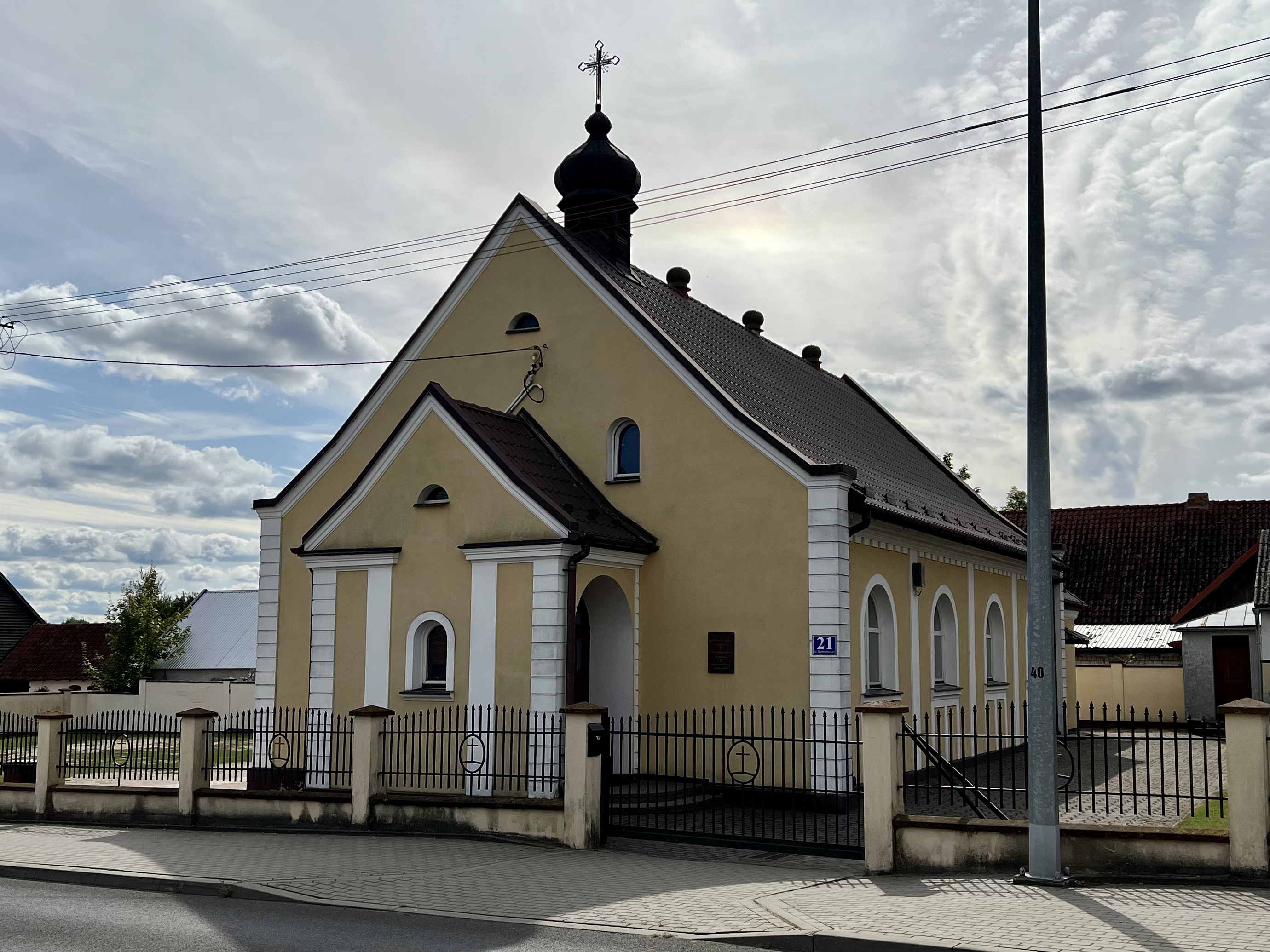
Cerkiew św. Mikołaja w Baniach Mazurskich
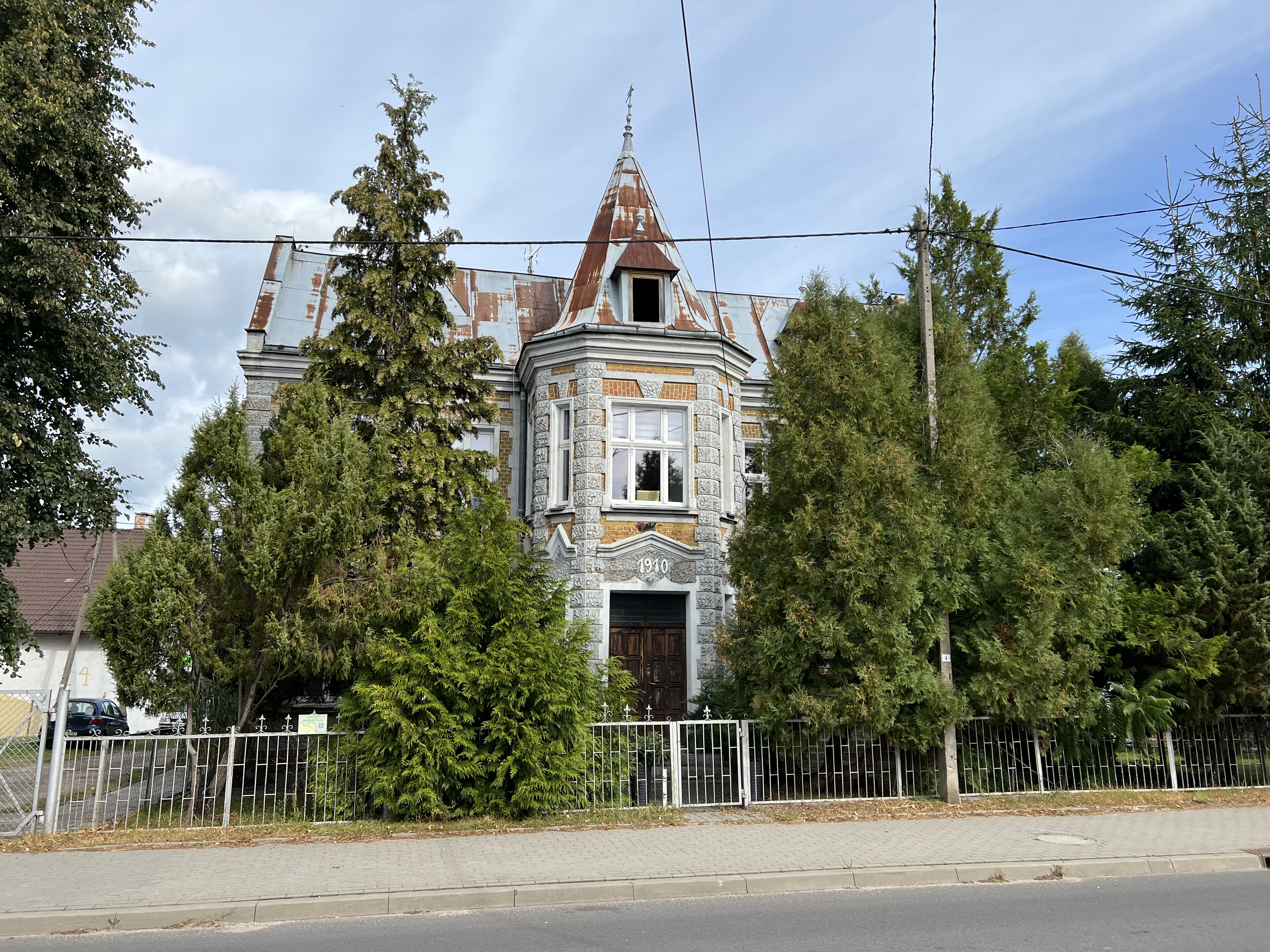
Zabytkowa willa, ul. M. Konopnickiej 22